# Allods Online
 (mai 2025).
- Si vous ne connaissez pas le sujet, laissez ce bandeau (vous pouvez alors contacter les auteurs).
- Si vous supprimez le contenu mis en cause (vous pouvez préalablement contacter les auteurs),

argumentez précisément cette suppression dans la page de discussion
(un manque de référence n'est pas un argument ; une recherche réelle de référence doit avoir été effectuée, être formellement documentée).
Allods Online est un MMORPG, développé par le studio russe Nival Interactive.
Il a la particularité d'être un jeu Free to play, c'est-à-dire sans abonnement mais avec une boutique en jeu contenant cosmétiques, consommables et objets de puissances divers. Le jeu est téléchargeable gratuitement et légalement.
À noter que pour donner une alternative aux serveurs Free to play, le développeur propose un serveur avec abonnement qui permet donc de se passer de la Boutique en jeu.
C'est aussi un des MMORPG gratuits possédant le plus gros budget, soit plus de 9 millions d'euros (12 millions de dollars).

## Univers
Allods Online se base sur l'univers de la série Rage of Mages.
Les allods sont des morceaux de la planète Sarnaut, flottant dans l'espace. C'est sur et entre ces fragments que, au moyen de navires astraux, les deux factions ennemies du jeu, l'Empire et la Ligue, se livrent un combat millénaire.
Mais les démons astraux qui errent dans l'astral constituent un danger pour les habitants de Sarnaut.
La navigation spatiale occupe une place importante dans l'univers de Allods Online.

## Caractéristiques
- 7 races, 10 types de classes variant selon la race, pour un total de 36 classes de personnage.
- 2 factions : la Ligue et l'Empire
- Un style graphique steampunk faisant penser à celui de World of Warcraft en plus « space opera » et en plus ténébreux.
- Des combats à bord de navires spatiaux ainsi que du PvP de masse dans des arènes.

## Histoire
Au début était Sarnaut, une planète riche et plaisante jouissant d’un climat varié, possédant plusieurs continents dont le plus grand était Yul. Trois races coexistaient, celle des Humains au sud, des Elfes dans les plaines et des Orcs à l’est. Avec le temps le royaume Humain de Junes, le plus illustre de Yul, disparut mystérieusement, comme bien d’autres civilisations. Pendant de très longues années il ne se passa rien, jusqu’au jour où la tribu itinérante d’Aro décida de s’installer sur les ruines de Junes, provoquant avec les Orcs un important conflit que l’on connaît aujourd’hui comme la Grande Migration. La guerre éclata durant plusieurs mois et les Orcs la perdirent et se retirèrent. Ce qui aurait pu être la fin d’un conflit ne furent que les prémices de nouveaux problèmes.
Le Conclave des Archimages fut établi à la chute du Royaume Junes. Il était constitué de quarante mages dirigés par le Grand Conseil : les sept plus sages et plus puissants Archimages présidaient à la destinée du monde. Le Maître du Conseil était l’Archimage Skrakan, il avait deux disciples, deux grands héros de l’ancienne guerre contre les Orcs : l’Archimage Nezeb et Tensess. Nezeb perdit un duel pour se disputer le pouvoir et fonda durant son exil la nation Xadagan, tandis que la future civilisation Kanian prospérait avec Tensess à sa tête.
En l’an 4015 le Grand Cataclysme ravagea la surface de Sarnaut, dispersant ses débris dans tout l’espace Astral. Ces débris prendront le nom d’Allods et formeront des îles flottantes. Malgré les innombrables morts que causa cette catastrophe, les Archimages réussirent à emmener les peuples sur ces Allods. Aujourd’hui, encore personne n’est capable de s'entendre sur la cause de ce grand cataclysme : était-ce une catastrophe naturelle, résultat d'un hasard malchanceux, ou bien le châtiment divin pour un continent n’ayant jamais pu vivre en paix ?
Plus d’un siècle après le Grand Cataclysme, les antagonismes entre les peuples Xadagan et Kanians reprirent le dessus. Malgré les efforts de Skrakan, le Conclave fut dissout en 356 après le Grand Cataclysme. Au fil du temps et des haines entre ces deux peuples, le conflit s’étendit et gangrena les relations entre les races, les obligeant inextricablement à prendre parti pour l’un ou pour l’autre… Au début du huitième siècle de la Nouvelle Ère, la Ligue et l’Empire étaient nées.

## Factions, races, classes et archétypes
Dans Allods Online, le joueur peut incarner un personnage rattaché à une faction : la Ligue ou l'Empire.
La Ligue regroupe les trois races suivantes :
- les kanians (humains)
- les gibberlings (petits êtres à fourrure évoluant toujours par trois)
- les elfes (reprenant un archétype classique de l'heroic-fantasy, les elfes d'Allods Online ont cependant des ailes)

L'Empire regroupe les trois races suivantes :
- les xadaganiens (humains)
- les arisens (sortes de cyborgs mi cadavre d'humains - mi machines)
- les orcs (reprenant un archétype classique de l'heroic-fantasy)

Neutre (Choix entre les deux factions) :
- les pridiens (grands chats  à carrure humaine)
- les aoidos (des hommes fait de pierre)

Du point de vue du système de jeu et du gameplay, les classes sont communes aux deux factions, mais les appellations varient. Par exemple, un joueur peut incarner l'archétype commun « Éclaireur » sous quatre noms différents : en tant que kanian (rôdeur), en tant que gibberlings (braconnier), en tant que xadaganien (saboteur) ou en tant qu'orc (traqueur). L'archétype est en définitive un groupe de classes ayant des fonctions équivalentes en combat, et en termes de gameplay en général : chaque classe dans un même archétype évolue de manière semblable, mais se différencie par des compétences et un character-design unique (en plus de l'éventuel roleplay associé).
La classe (i.e. l'archétype) du personnage détermine ses possibilités de jeu en termes de sorts/techniques disponibles, de type d’attaque utilisables en combat et de caractéristiques déterminantes. Chaque classe a des points forts et des points faibles, et des synergies entre classes incitent les joueurs à composer des groupes de classes variées pour affronter la diversité des situations proposées par le gameplay (PvE, PvP).
| Archétypes/Races | Kanians    | Elfes     | Gibberlings | Xadaganiens     | Orcs     | Arisen     | Pridiens         | aoidos     |
| ---------------- | ---------- | --------- | ----------- | --------------- | -------- | ---------- | ---------------- | ---------- |
| Tribaliste       | Druide     |           | Animiste    | Maître-chasseur | Chaman   |            | Trappeur         |            |
| Mage             | Magicien   | Archimage |             | Thaumaturge     |          | Sorcier    | Lanceur de sorts |            |
| Invocateur       | Sorcier    | Démoniste |             | Thanatologue    |          | Savant     |                  |            |
| Paladin          | Chevalier  | Templier  |             | Vengeur         | Ravageur |            | Apologiste       |            |
| Guérisseur       | Clerc      | Prêtre    |             | Inquisiteur     |          | Hérétique  | Veilleur         |            |
| Psionique        |            | Oracle    | Devins      | Mentaliste      |          | Occultiste | Hypnotiseur      |            |
| Éclaireur        | Rôdeur     |           | Braconnier  | Saboteur        | Traqueur |            | Chasseur         |            |
| Guerrier         | Champion   |           | Bagarreurs  | Conquérant      | Brute    |            | Chef de guerre   |            |
| Barde            | Ménestrel  | Rhapsode  |             | Clairon         | Lur      |            | Conteur          |            |
| Ingénieur        | Mécanicien |           | Canonniers  | Artilleur       |          | Inventeur  |                  |            |
| démonologue      | hérétique  |           |             |                 |          |            |                  | cabbaliste |

### Liste des classes
Voici les différents archétypes, leurs classes associées, suivi d'une compétence spécifique à la race exprimant l'archétype.
L’archétype du Guerrier : Un combattant lourdement équipé, apte à encaisser les coups et à protéger ses compagnons. Dérivé par les classes suivantes :
- Champion Kanian. Fait trembler de peur 5 ennemis situés dans un rayon de 10 mètres pendant 4 secondes.
- Bagarreur Gibberling. Augmente son agilité et sa vitesse de déplacement de 25 %.
- Conquérant Xadaganien.  Réduit de 50 % la vitesse de déplacement et la Finesse de 5 ennemis dans un rayon de 15 mètres.
- Brute Orc. Renverse jusqu'à 5 ennemis dans un rayon de 10 mètres.

L'archétype du Paladin : Moins endurants mais plus polyvalents, les Templiers sont de bonnes contreparties aux Guerriers et sont souvent focalisés vers les dégâts directs et autres sortilèges. Ils possèdent une défense spéciale empêchant les dégâts ennemis de blesser immédiatement en les "stockant" temporairement dans le "tampon" de la défense. Composé du : 
- Chevalier Kanian. Inflige des dégâts périodiques pendant 20 secondes, et applique une Sentence divine sur la cible.
- Templier Elfe.  Inflige des dégâts et réduit les soins prodigués à la cible de 50 % pendant 5 secondes.
- Vengeur  Xadaganien. Diminue la quantité de dégâts reçus par tous les membres du groupe.
- Ravageur Orc.  Inflige des dégâts et applique un effet de Sentence divine.

L'archétype de l’Eclaireur : Il attaque à distance avec ses flèches magiques. Il se joue aussi bien à distance qu'au corps à corps, compensant sa faible vie par sa furtivité. Il possède de très nombreux atouts pour gêner l'adversaire tel que : snare (ralentissements), aveuglement AoE, double flèche, barrage de flèche, stun (assommer), DoT (Dégât sur la durée) feu, évasion (permettant de se libérer des conditions affectant les mouvements). Composé du :
- Rôdeur Kanian.  Lance une flèche explosive qui inflige des dégâts de Feu à tous les ennemis dans un rayon de 10 mètres de la cible.
- Braconnier Gibberling.  Vous jetez un filet sur la cible, la rendant incapable de bouger pendant 5 secondes.
- Saboteur Xadaganien. Le Saboteur dépose une mine invisible qui explose lorsqu’un ennemi entre dans son rayon d’action.
- Traqueur Orc. Vous permet de faire un bond de 30 mètres en avant.

L’archétype du Guérisseur : Il soigne ses alliés et les entoure de protection magique. Il possède de nombreux heal et buff mais peut aussi s'orienter DPS. Composé du :
- Clerc Kanian. Absorbe les dégâts pendant un temps limité. Le meilleur prêtre PVP ou PVE à ce jour est Vaaz, du serveur Airin (supprimé lors de la fusion avec le sous-serveur Vlad).
- Prêtre Elfe.  Brûle une partie du mana de l’ennemi pour chaque aptitude utilisée par l’adversaire.
- Inquisiteur Xadaganien. Immunise l’inquisiteur et tout son groupe des effets ayant un impact sur le mouvement et autres tentatives de contrôle.
- Hérétique Arisen. Les soins sont augmentés de 20 %.

L’archétype du Mage : Il contrôle les éléments de la foudre, du feu et de la glace. C'est un bon DPS possédant plusieurs AoE. Composé du :
- Magicien Kanian. Vous rend Invulnérable à l'interruption des lancements de sorts.
- Archimage Elfe. Augmente l’intelligence de 30 % pour un sort lancé dans les 30 secondes.
- Sorcier Arisen. Libère un éclair qui inflige des dégâts Astraux et renverse la cible.

L’archétype du Psionique : Il est expert dans l'illusion pour prendre le contrôle de ses adversaires, les gêner afin de permettre à ses compagnons de combattre plus efficacement (aveuglement, paralysie). Il dispose également de nombreux sorts utilitaires remarquables comme l'invocation de jumeaux ou d'assassins illusoires, des transes régénératrices ou encore des retours dans le temps. Certaines de ces actions "surchargent" mentalement le personnage, qui devient alors de moins en moins efficace. Composé du :
- Devin Gibberlings.  Vous permet de prédire les actions de vos ennemis et vous rend invulnérable à tous les sorts offensifs pendant 5 secondes.
- Mentaliste Xadaganien. Eloigne les ennemis au corps à corps.
- Occultiste Arisen.  L'Occultiste est invulnérable aux sorts hostiles.
- Oracle Elfes. Vos deux prochaines attaques seront des coups critiques.

L'archétype de l'Invocateur : L'Invocateurs est un expert en magie noire. Il bénéficie de certains buffs et heals. Il a la capacité de ramasser l'énergie vitale des ennemis et ensuite d'utiliser ce stock pour soigner ses alliés. Il possède également un familier. Composé du :
- Démoniste Elfe.  Inflige des dégâts toutes les 2 secondes, et soigne les membres du groupe du montant de dégâts infligés.
- Thanatologue Xadaganian. Augmente les dégâts infligés du familier invoqué.
- Savant Arisen. Guérison de tous ses familiers.

L'archétype du Tribaliste : Le Tribaliste tire ses forces de la nature et est accompagné d'un familier. Composé du : 
- Druide Kanian. Invoque votre familier même si sa santé n'a pas encore été intégralement régénérée. Votre familier vient vous aider, régénérant instantanément 30 % de sa santé et de son énergie.
- Animiste Gibberlings. Vous invoquez les forces de la Nature, régénérant des points de santé à votre cible.
- Chaman Orc. Prépare une potion spéciale qui des dégâts à tous les ennemis dans un rayon de 10 mètres.

| Armures/Archétypes | Guerrier | Paladin | Éclaireur | Guérisseur | Mage | Tribaliste | Psionique | Invocateur | Barde | Ingénieur |
| ------------------ | -------- | ------- | --------- | ---------- | ---- | ---------- | --------- | ---------- | ----- | --------- |
| Tissu              | -        | -       | -         | +          | +    | +          | +         | +          | -     | -         |
| Cuir               | +        | +       | +         | lvl 10     | -    | lvl 10     | lvl 20    | -          | +     | +         |
| Plaque             | lvl 20   | lvl 20  | -         | lvl 30     | -    | -          | -         | -          | -     | -         |
| Bouclier           | +        | +       | -         | +          | -    | -          | -         | -          | -     | -         |
| Main Gauche        | -        | -       | -         | -          | +    | +          | +         | +          | +     | +         |

| Armes/Archétypes   | Guerrier | Paladin | Éclaireur | Guérisseur | Mage | Tribaliste | Psionique | Invocateur | Barde | Ingénieur |
| ------------------ | -------- | ------- | --------- | ---------- | ---- | ---------- | --------- | ---------- | ----- | --------- |
| Épée               | +        | +       | +         | -          | -    | -          | -         | -          | +     | -         |
| Épée à deux mains  | lvl 20   | lvl 20  | -         | -          | -    | -          | -         | -          | -     | -         |
| Hache              | +        | lvl 10  | lvl 10    | -          | -    | -          | -         | -          | +     | -         |
| Hache à deux mains | lvl 10   | lvl 20  | -         | -          | -    | -          | -         | -          | -     | -         |
| Masse              | +        | +       | +         | +          | -    | +          | -         | -          | +     | -         |
| Masse à deux mains | lvl 20   | lvl 10  | -         | lvl 20     | -    | lvl 20     | -         | -          | -     | -         |
| Lance              | +        | +       | lvl 10    | +          | -    | +          | -         | -          | +     | -         |
| Lance à deux mains | lvl 20   | -       | -         | +          | -    | lvl 20     | -         | lvl 20     | -     | -         |
| Dague              | +        | -       | +         | -          | +    | -          | +         | +          | +     | -         |
| Arme Appairée      | +        | +       | +         | -          | -    | +          | +         | -          | -     | -         |
| Arc                | +        | -       | +         | -          | -    | -          | -         | -          | -     | -         |
| Arbalète           | lvl 20   | -       | +         | -          | -    | -          | -         | -          | -     | -         |
| Bâton              | -        | -       | -         | +          | +    | +          | -         | +          | -     | -         |
| Baguette           | -        | +       | -         | +          | +    | +          | +         | +          | +     | +         |

(+) indique que l'armure/arme est accessible dès le premier niveau (-) Indique l'incapacité à porter cette armure/arme

## Système de jeu

### Évolution du personnage
La création du personnage s'effectue en plusieurs étapes. Il faut choisir sa faction, sa race, et son apparence dans le jeu puis finir en indiquant un nom.
Comme dans la majorité des MMORPG votre personnage prend des niveaux avec le temps (pour l'instant limité au niveau 90). Plusieurs caractéristiques vont évoluer :

#### Statistiques de Bases
- Vigueur: Multiplicateur de dégâts
- Résistance: Augmente le nombre de points de vie.

#### Statistiques Offensives
- Habileté - Augmente d'un certain pourcentage les dégâts et soins.
- Détermination - Augmente d'un certain pourcentage les dégâts, en fonction du pourcentage de la jauge de détermination augmentant lorsque l'on reçoit des coups.
- Cruauté naturelle - Augmente graduellement les dégâts et les soins, selon le pourcentage de vie restant à la cible.
- Colère - Réduit graduellement les soins reçus par la cible au-delà du seuil de l'apparition de la goutte de gravité de blessure.

#### Statistiques Spéciales
- Chance - Augmente les chances d'infliger un coup critique représentant 150 % des dégâts de base.
- Suprématie - Augmente les dégâts et la génération de ressources de certaines compétences. L'effet de cette statistique est différent pour chaque classe :
  - Eclaireur : Augmente les dégâts infligés de XX% si l'éclaireur n'a subi aucun dégâts directs pendant 2 secondes.
  - Ingénieur : Augmente les dégâts infligés par Purge du réacteur, Eclat de mana et par les appareils de XX%.
  - Paladin : Les attaques physiques infligent XX% de dégâts sacrés supplémentaires. Le paladin se soigne à hauteur de XX points de vie lorsqu'il interagit avec ses barrières.
  - Invocateur : Augmente les dégâts infligés et les soins prodigués de XX% si aucun joueur allié ne se trouve dans un rayon de 5 mètres autour de l'invocateur.
  - Prêtre : Augmente les dégâts sacrés infligés et l'efficacité des barrières de XX% et permet au prêtre de générer du fanatisme lors d'attaques ou de soins (avec une chance de XX%).
  - Druide : Augmente les dégâts de Foudre et de Poison infligés de XX% et l'efficacité des soins sur la durée de XX%.
  - Démonologue : Augmente les dégâts d'Ataxie et de Sceau du Chaos de XX%. L'obsession est générée XX% plus rapidement.
  - Barde : Augmente les dégâts sacrés infligés de XX% et permet d'obtenir un Tempo supplémentaire lors de l'utilisation de Dissonance et Discordance (avec une change de XX%).
  - Psionique : Augmente les dégâts sacrés infligés de XX%. Les clones durent XX secondes de plus.
  - Magicien : Augmente les dégâts élémentaires infligés de XX% et permet de générer un point de force d'un autre élément lors de l'utilisation d'aptitudes (avec une chance de XX%).
- Célérité - Réduit le temps d'utilisation des capacités, la durée des effets de dégâts sur la durée (tout en conservant l'efficacité). Réduit le temps de recharge global (GCD).
- Conviction - Augmente la durée des effets de contrôle.

#### Statistiques Défensives
- Vitalité - Augmente les points de vie d'un certain pourcentage.
- Survie - Augmente la quantité de soins reçus et l'efficacité des barrières.
- Attention - Réduit les dégâts subis lorsque le personnage tombe sous les 40% de PV.
- Volonté - Réduit la durée des effets de contrôle affectant le personnage.
- Durabilité - Réduit les dégâts subis lors que le personnage est sous l'effet de contrôles.
- Férocité - Convertit une partie de vos dégâts infligés en soin personnel.

La santé, le mana (ou l'énergie), l'armure et les résistances sont des dérivés des cinq caractéristiques ci-dessus.
L'armure détermine le montant des dommages qui sont absorbés dans l'attaque et ne nuiront pas au personnage.
La résistance détermine la portion des dégâts magiques qui sont absorbés et ne nuiront pas au personnage (réduit également les chances de coup critique avec les attaques magiques)
- Des points de compétence sont donnés à chaque montée de niveau permettant de se spécialiser (sans achat de compétence à un PNJ).
- La réputation est un autre genre d'expérience. À un certain niveau, elle permet d'avoir des réductions chez certains marchands ou d'enrôler des mercenaires. Il existe deux façons d'augmenter la réputation : en tuant des monstres ou en accomplissant des quêtes. Elle est subdivisée en trois catégories, la réputation mondiale, de l'État et de la zone.

### La mort
Les âmes des personnages morts sont amenées à un purgatoire. L’ange, gardien des portes, ne laisse repartir l’aventurier qu’après un certain laps de temps requis pour le rituel de résurrection. La longueur de ce rituel dépend du niveau du personnage : plus il est élevé, plus l’attente sera longue.
Cependant, le temps passé au purgatoire peut être réduit en utilisant des gouttes spéciales de mirra, qui peuvent être achetées auprès de PNJ ou avec les cristaux du magasin. Après la résurrection, le héros va revivre dans le lieu le plus proche de sa mort, conservant toute son expérience et l’équipement de son sac.

### L’économie
Allods online est un jeu Free to play, ce qui implique la présence d’une Boutique avec des objets payable en euro dans le jeu. Pour le reste, l’économie entre joueurs et PNJ reste identique à la plupart des MMORPG. Les joueurs peuvent faire des transactions directement entre eux, sécurisées. Et il existe deux Maisons de vente aux enchères (pour chacune des deux factions) qui fonctionnent indépendamment l’une de l’autre. Le principe de fonctionnement est simple : chaque joueur peut mettre en vente un bien où il spécifie le prix minimum qu’il aimerait obtenir, les autres joueurs désirant acquérir l’objet relèvent progressivement le prix et celui qui a misé le plus remporte l’enchère. Pour les PNJ, chaque marchand est spécialisé dans une catégorie de l’économie : les armes, les vêtements, les bijoux, les potions médicales et d’autres objets utiles à l’économie. La plupart des transactions se déroulent en monnaie convertible, à savoir : l’or, l’argent et les pièces en cuivre. Des remises sont données avec les points de réputation et certains articles sont limités par le niveau de développement du joueur ou les points de gloires militaires.
Les objets sont de différentes factures, ils s'identifient par leurs couleurs :
| Qualité    | Couleur   |
| ---------- | --------- |
| Camelote   | Gris      |
| Commun     | Blanc     |
| Insolite   | Vert      |
| Rare       | Bleu      |
| Épique     | Violet    |
| Légendaire | Orange    |
| Fabuleux   | Turquoise |
| Relique    | Jaune     |

### Les guildes
Chaque joueur peut partir à l’exploration des Allods et chercher la fortune tout seul de son côté. Mais il y a des tâches pour lesquelles un groupe de joueurs est nécessaire. Le système de guilde est présent pour faciliter le jeu en groupe. Les membres de la guilde peuvent communiquer entre eux via un canal de discussion. Pour créer une guilde, il faut un minimum de six personnes, puis la créer auprès d’un PNJ. Il existe huit niveaux hiérarchiques dans la guilde, les deux premiers ont des pouvoirs mais les autres sont seulement honorifiques :
- Le chef : À cette position, il n’y a qu’une seule personne. Le chef possède tous les pouvoirs. Il peut élever ou dégrader tous les membres, dissoudre la guilde ou démissionner volontairement et nommer un nouveau chef (il est dans ce cas rétrogradé). En outre, le chef a toute l'autorité de l'officier.
- Les trésoriers : Ils sont nommés par le chef. Ils ont la fonction de gérée l’argent de la guilde et les cotisations. Ils ont les mêmes pouvoir que les officiers mais peuvent en plus nommés des officiers (en 6.0, ils pourront aussi délivrer les tabards.)
- Les officiers : Ils sont nommés par le chef. Dotés de droits spéciaux, ils peuvent donner des titres, exclure ou engager de nouveaux membres. Ils n’ont aucun pouvoir sur le chef et les autres officiers de la guilde.
- Les vétérans
- Les adjudants
- Les soldats
- Les doubles (le rang réservé pour les personnages secondaires)
- Les recrues
- Soldat pénalise

## Le PvP

### Les Champs de Batailles
Il existe 3 sortes de Champs de Batailles : Val de la Sorcière, Ferme Déserté, Camp d'Entrainement

#### Le Vals de la Sorcière
Il s'agit d'une zone PvP 12 contre 12, dans laquelle il y a 3 drapeaux (Scierie, Ruine et Moulin) à contrôler pour marquer des points. La première équipe a atteindre les 2500 points gagne le match. Afin d'aider les équipes, un buff dégâts (+30% dégâts) se trouve sur l'ilot au centre de la carte.

#### La Ferme Désertée
Il s'agit d'une zone PvP 12 contre 12, dans laquelle se trouve une zone à contrôler et deux canons. Le but est de marquer 2500 points en étant dans la zone, tout en contrôlant les canons car ceux-ci font de lourds dégâts aux joueurs se trouvant au centre. Il y a deux buff qui apparaissent de temps en temps permettant à l'équipe de marquer plus vite des points (celui-ci disparait en cas de dégât).

#### Le Camp d'Entrainement
Il s'agit d'une zone PvP 12 contre 12, où il faut capturer le Golem de l'équipe adverse et le ramener dans son camp sans que le sien ne soit capturé par l'autre équipe. Chaque match se joue en 3 points, la première équipe marquant 3 points gagne le match.

### Le PvP Intra Faction
Le duel est un combat simple soumis à l'acceptation de chaque combattant. Il permet de tester rapidement son personnage et est accessible dès le premier niveau. Il existe aussi des arènes. Elles permettent de tester un PvP de masse sans but réel ni récompense. Les attaques contre des personnes de sa propre faction ne seront possibles que dans ces lieux.

### Le RvR
Ce jeu a également une dimension RvR (les joueurs ne s'opposent pas les uns aux autres sans règles PvP, ils cherchent uniquement à vaincre la faction ennemie – ici la Ligue contre l’Empire).
À partir du niveau vingt, vous pouvez accéder à des instances neutres disputées par les deux factions. Tuer un joueur de la faction ennemie n’est pas seulement conseillé mais encouragé par tout le gameplay. D’ailleurs, toute communication avec l’ennemi est impossible, la Ligue ne peut pas créer de groupe avec l’Empire.
Au niveau des récompenses :
Tout d’abord chaque joueur ennemi tué vous rapporte des points de Gloire Militaire. Cette ressource sera utile pour débloquer des titres, obtenir des rabais chez les marchands de sa faction, gagner des objets spéciaux, etc. Si les joueurs se battent en groupe, la gloire sera divisée également entre tous les membres. Les points varient en fonction du niveau de la victime, ce qui rend un personnage de bas niveau peu rentable. Lorsque le nombre de points de gloire militaire atteint une certaine valeur, le personnage obtient un rang. Il existe quatre types de rangs ayant un nom unique pour chaque faction. Le nombre d'adversaires vaincus reste dans les statistiques du héros pour toujours, alors que les points Gloire Militaire se réinitialisent chaque semaine.
Il y a même un système de quête journalière pour pousser les joueurs à s’affronter.
Au niveau des possibilités : 
Il existe des lieux à affrontements stratégiques où les factions doivent contrôler un point spécial sur la carte qui donne des bonus aux joueurs présents dans la zone.
En dehors, il y a des zones libres PvP de faction où les joueurs qui effectuent leur quête et tuent des mobs devront se méfier de l'ennemi et sécuriser la zone lors d’un raid boss.

### Le Goblinball
Goblinball est un sport analogue au football. Ici, c'est un gobelin (en vie) avec un casque qui remplace le ballon. Comme dans le football, le but du jeu est de marquer le plus de buts. Goblinball est un jeu d'équipe. Les joueurs peuvent courir, se faire des passes et utiliser des actions violentes. Les équipes sont composées de quatre joueurs et le match dure dix minutes.

### L'Astral
L’Espace Astral est une substance mystique qui maintient en lévitation les allods, ces îles formées par les éclats de la défunte planète Sarnaut. L’Astral est une substance en perpétuelle évolution, changeante comme un organisme vivant et très coloré. Les voyages astraux sont rendus possibles grâce à des vaisseaux magiques puissamment armés : les navires astraux. Mais l'Astral n'est pas seulement un décor, c'est aussi et surtout un espace mêlant PvE et PvP.
Il existe d'innombrables îles flottantes dans l'espace, ayant chacune un climat particulier, vestige d'un passé antérieur à l'apocalypse. Elles recèlent de nombreuses richesses très convoitées par les équipages des navires astraux. Les richesses ramassées (ou loot) sont stockées dans les cales du vaisseau en attendant un retour à la base pour partager les biens. Il sera donc possible d'embrasser une carrière de pirate à la recherche de trésors, ce qui ajoute une dimension stratégique. Les aventuriers devront tout particulièrement se méfier des Conduits Astraux, ces formations naturelles de gaz Astral, dans lesquelles se dissimulent les vaisseaux pirates, mais aussi des démons astraux et autres tempêtes qui font courir, lors de chaque traversée, de nombreux dangers.
Il existe trois sortes de navires astraux : des petits, des moyens et des grands. Les premiers ne peuvent accueillir qu'une seule personne et sur de petites distances. Puis il y a les navires de transport commun pouvant accueillir un groupe d'aventure sur des distances moyennes. Et enfin les énormes galions astraux privés appartenant aux guildes, capables d'embarquer vingt-quatre personnes (ou quatre groupes de six) dans les régions les plus reculées de l'Astral. Les joueurs ont un rôle central dans la gestion et les déplacements des vaisseaux.
- L'équipage : Deux joueurs s’occuperont de la navigation proprement dite, le « Pilote » contrôlera la direction tandis que le « Machiniste » sera aux commandes de la vitesse. Un autre se chargera de la vigie qui aura une vue sur l’ensemble du vaisseau et ses statistiques (pourcentage de dégâts sur les différentes parties comme la coque ou les canons, niveau des boucliers). « L’Ingénieur » devant se charger des boucliers, de la bonne marche des machines et de l’approvisionnement des canons en munitions, « les Canonniers » qui désigneront les cibles des canons, ou encore « le Navigateur », usant des cartes et indications afin de choisir le trajet complet du navire. Et enfin « le Capitaine » qui peut obtenir des informations sur l'état d'un navire ennemi (n’importe quel joueur peut devenir Capitaine, ce rôle n’étant pas limité au seul détenteur du navire). Tous ces rôles sont accessibles à n'importe quels archétypes de classe.

#### Les combats astraux
Il y a deux phases importantes dans une bataille entre vaisseaux. Tout d'abord, il convient de manœuvrer intelligemment pour éviter la mitraille ennemie tout en infligeant le maximum de dégâts au navire ennemi à l'aide du terrain mais aussi de la gestion du générateur d'énergie (alimenté par les voiles du vaisseau).
Le système de navigation vous permet de distribuer un champ de force de protection, de contrôler la charge sur le réacteur et de faire une feinte spéciale - un virage de 180 degrés. Il est vital d'éviter la surchauffe du réacteur en voulant distribuer trop d'énergie car alors le système se bloquerait un certain temps, ce qui risque de conduire la bataille à une défaite certaine. Les armes utilisées sur les navires astraux sont principalement les canons, qui fonctionnent avec différents types de munitions magiques. Alors que certaines de ces munitions sont utilisées pour venir à bout des boucliers protecteurs du vaisseau, d’autres servent uniquement à infliger des dégâts à la coque, tandis que d’autres encore brouillent les outils de contrôle du navire ennemi. Les torpilles sont également mises à disposition des joueurs au-devant de la coque.
Manœuvrer un Navire Astral n’est pas une chose aisée ; il faut une organisation et une gestion sans faille de l'équipage et du commandement. Lorsque le navire subit des dégâts, l'équipe de gobelins mécaniciens doit être envoyée le plus rapidement possible aux réparations. Il y a souvent des problèmes avec ces esclaves gobelins qui doivent être surveillés en permanence : ils restent rarement plus de trente secondes à réparer avant de s'enfuir. Le cœur du bateau doit être tout particulièrement protégé car s'il prend un choc, le navire sera gravement endommagé et l'abordage pourra débuter. Si le réacteur explose, tous les membres de l’équipage meurent et l’équipage est transporté dans leur hangar (mais le navire n’est pas perdu définitivement, il pourra être réparé par les joueurs moyennant finance).
C'est le début de la deuxième phase. Les rampes de téléportation permettent aux joueurs d’aborder les navires ennemis et de se téléporter sur leur ponton une fois le navire arrimé.
Si le navire se fait aborder, le pont ainsi que l’ensemble de la zone du navire se transforment en une zone PvP. Le navire est alors entouré d’une sphère protectrice, les moteurs se coupent, et les joueurs peuvent alors se concentrer sur la bataille pour la prise du butin. Qu’importe les rôles que tenaient les joueurs jusque-là, tous sont invités à se battre pour repousser l’attaque ennemie.

#### La construction et la gestion d'un Navire Astral
Les vaisseaux astraux sont un élément très important du gameplay d'Allods Online, leur construction prend du temps et nécessite la participation organisée d'une guilde entière. À un certain niveau, les joueurs ont accès à une quête qui dévoile leurs secrets de fabrication. À partir de là, une très longue série de quêtes débute (de trois mois environ), avec la possibilité d'accélérer la fabrication en réalisant des quêtes secondaires (soit trois fois plus rapidement). Il est possible d'admirer la fabrication du vaisseau en se rendant dans un Hangar. À l'issue de ces quêtes, un donjon est accessible pour les aventuriers haut niveau qui pourront, en le terminant, débloquer les derniers secrets permettant la réalisation définitive de leur vaisseau. Une fois fini, il faut engager un équipage de gobelins qui effectuera les tâches de réparation et de ravitaillement. Il sera possible de nommer son propre navire et de le personnaliser.
Pour la construction d'un bateau actuellement, il faut être niveau 35, payer 1500 pièces d'or, et la construction dure 30 jours et quelques heures. En cours de leveling, on gagne 3 contrats (chasseur de démons, franc-marchands et des historiens) chacun d'entre eux réduit la durée de construction de 10 jours.

## Contenu PvE
- De nombreuses quêtes (plus de 1500)
- Des Raids Boss dans des zones PvE et PvP
- Un système de craft basé sur les mini-jeux.
- Un sport proche du football, avec un gobelin à la place du ballon.

### L'artisanat
L'artisanat dans Allods Online se veut à la fois complet et amusant. Les joueurs peuvent se spécialiser dans une seule profession.
- Alchimie (création de potions).
- Couture (fabrication d'armures en tissu).
- Maroquinerie (fabrication d'armures en cuir).
- Forge (fabrication d'armures en plaque).
- Fabrication d'armes

Chaque action d’artisanat est effectuée via un mini-jeu impliquant le joueur dans la création des objets. En général, le succès global de l'artisanat dépendra du niveau de compétence et de la bonne stratégie adoptée lors du mini-jeu. Par exemple, pour créer une armure en plaque, il faudra choisir entre plusieurs morceaux de métal de couleur et verrouiller ceux souhaités. Après, les morceaux non verrouillés seront remplacés par d'autres avec des couleurs différentes. Le but étant d'avoir tous les morceaux de la même couleur. Les joueurs n'ont pas à se déplacer dans une forge ou autre laboratoire pour pratiquer l'artisanat : la possibilité de créer potions, armures ou armes sera directement accessible dans n'importe quelle zone avec un sac d'artisanat.

### Les Runes et les Martyrs
Pour recevoir la protection d'un Martyr, il faut prier, et cela exige un encens spécial que vous pouvez obtenir en parcourant le monde, en effectuant une quête spéciale journalière ou dans la boutique payante. Après avoir exécuté une prière, durant 24 heures vous recevez sa bénédiction et vous pourrez utiliser certains sorts nécessitant la protection. Certaines zones ne sont accessibles qu'une fois la protection de l'encens activé. Au total, il existe cinq niveaux de protection.
Ces Héros sont également associés à des runes et sont au nombre de douze : les bonus ne sont actifs que si vous possédez le même Martyr que la rune associée ; chaque rune a treize niveaux de puissance. Afin de créer une rune d'un niveau plus grand, il est nécessaire de fusionner 2 runes d'un niveau inférieur, ainsi que des réactifs spéciaux, les cristaux, qui peuvent s'acheter à la boutique payante, ou en jeu auprès des autres joueurs, et de la poussière d'or, achetable en jeu. Chaque Fusion utilise une plus grande quantité de cristaux selon le niveau de la rune voulu. La poussière d'or, elle, démarre toujours a 200 grains, et double à chaque fois que l'on retire un cristal par rapport à la quantité par défaut. Il est donc possible de changer le ratio cristal / poussière d'or pour faire des économies
Pour fusionner les runes, il est nécessaire d'utiliser des réactifs spéciaux qui peuvent s'acheter à la boutique payante, ou en jeu auprès des autres joueurs. Il existe deux fonctions principales auxquelles on peut associer trois runes uniquement : l'attaque et la défense.
- Les runes de fonction "Attaque" augmentent les dégâts et les soins.
- Les runes de fonction "Défense" diminuent les dégâts reçus.

| Niveau | Attaque | Défense | Attaque (x3) | Défense (x3) |
| ------ | ------- | ------- | ------------ | ------------ |
| 1      | 3,3 %   | 3,03 %  | 10 %         | 9,09 %       |
| 2      | 6,6 %   | 5,5 %   | 20 %         | 16,6 %       |
| 3      | 10 %    | 7,69 %  | 30 %         | 23,08 %      |
| 4      | 13,3 %  | 9,52 %  | 40 %         | 28,57 %      |
| 5      | 16,6 %  | 11,1 %  | 50 %         | 33,3 %       |
| 6      | 20 %    | 12,5 %  | 60 %         | 37,5 %       |
| 7      | 23,3 %  | 13,73 % | 70 %         | 41,18 %      |
| 8      | 26,6 %  | 14,8 %  | 80 %         | 44,4 %       |
| 9      | 30 %    | 15,79 % | 90 %         | 47,37 %      |
| 10     | 33,3 %  | 16,6 %  | 100 %        | 50 %         |
| 11     | 36,6 %  | 17,46 % | 110 %        | 52,38 %      |
| 12     | 40 %    | 18,18 % | 120 %        | 54,54 %      |
| 13     | 43,3 %  | 18,84 % | 130 %        | 56,52 %      |

Depuis la mise à jour "L’Odyssée Astrale" version 2.02, les runes ne se fixent plus sur les équipements mais sont liés au personnage, permettant d’interchanger les runes de fonction et leur donnant une totale indépendance vis-à-vis des changements d’équipements.